# Leiden-Noord
Leiden-Noord is een district (wijk) in de Nederlandse stad Leiden, en vormt samen met de Merenwijk, Houtkwartier, Raadsherenbuurt en Vogelwijk het Stadsdeel Noord.
Het district, vlak ten noorden van de Leidse binnenstad, bestaat uit de buurten Groenoord, Noorderkwartier en De Kooi.
In het westen wordt het district begrensd door de Haarlemmertrekvaart , in het noorden door de Slaaghsloot , door het riviertje de Zijl in het oosten en het water van de Maresingel, Herensingel en Oude Rijn in het zuiden.
Leiden-Noord is het toneel van grootschalige stadsvernieuwing met lopende projecten als Nieuw Leyden, de reconstructie van de Willem de Zwijgerlaan, het Groenoordhallenterrein en het Kooiplein. Het grootste monument van het district is de Josephkerk aan de Herensingel.

## Afbeeldingen

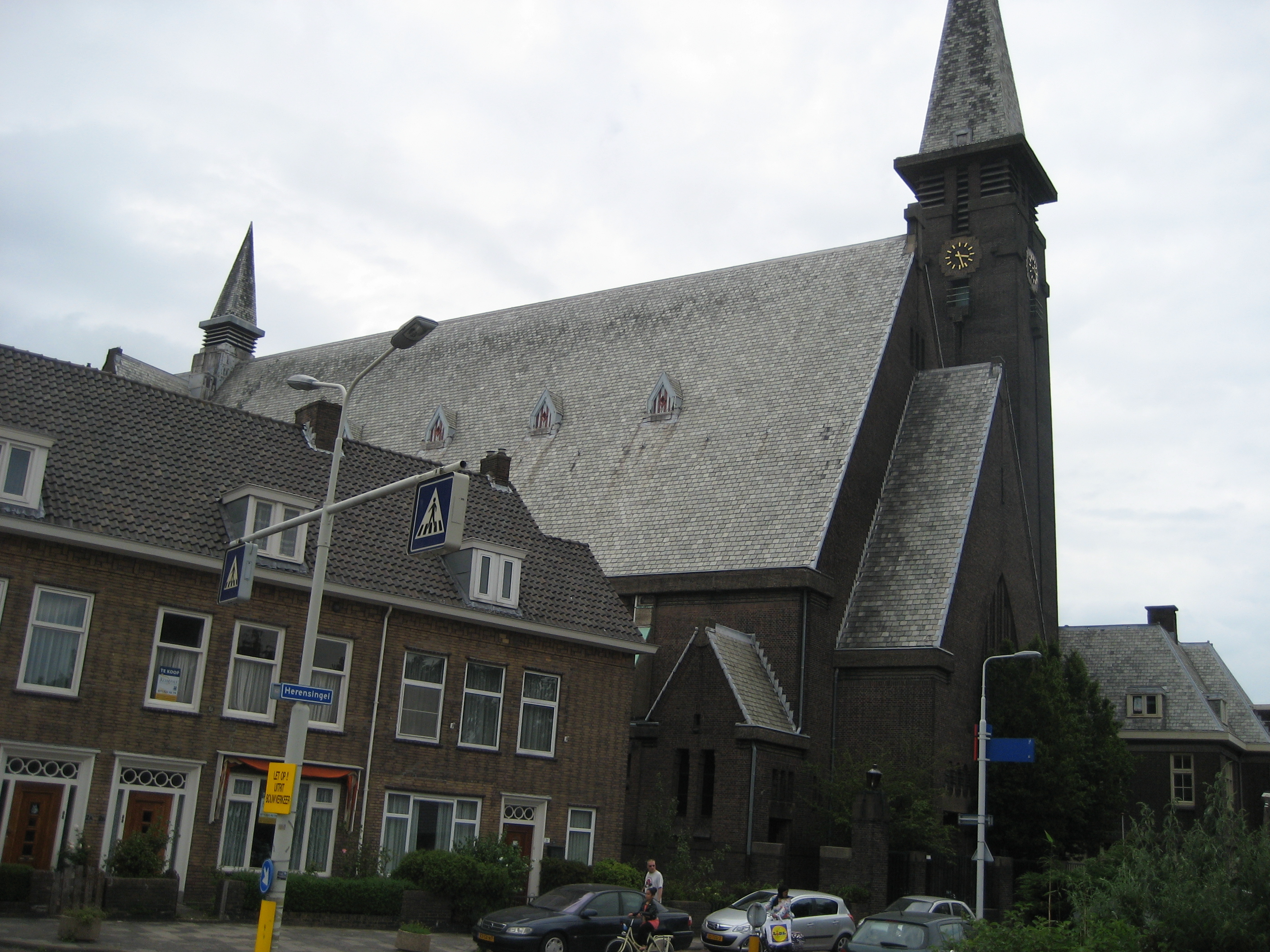
Herensingelkerk in het Noorderkwartier
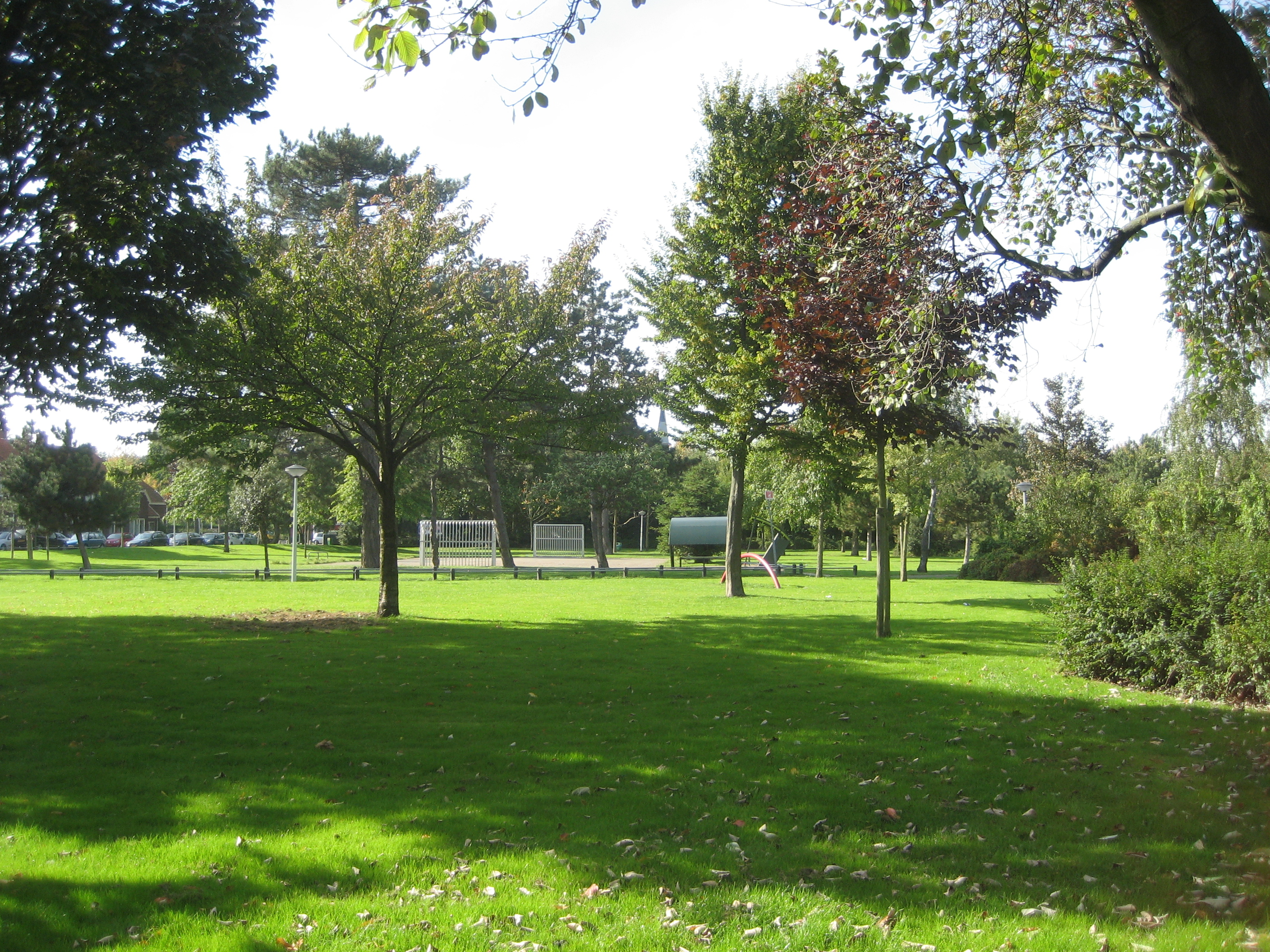
Kooipark
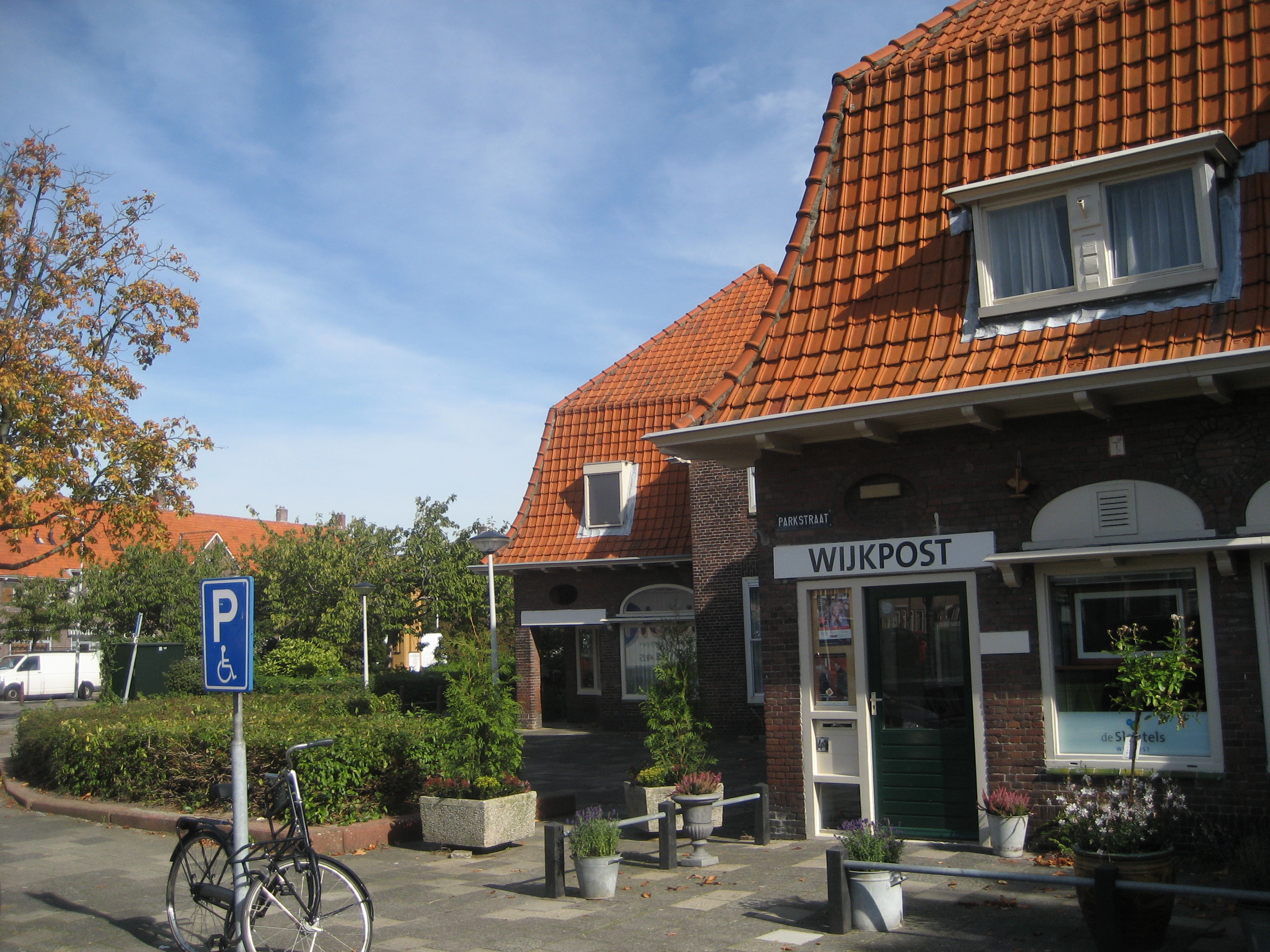
Parkstraat (De Kooi)
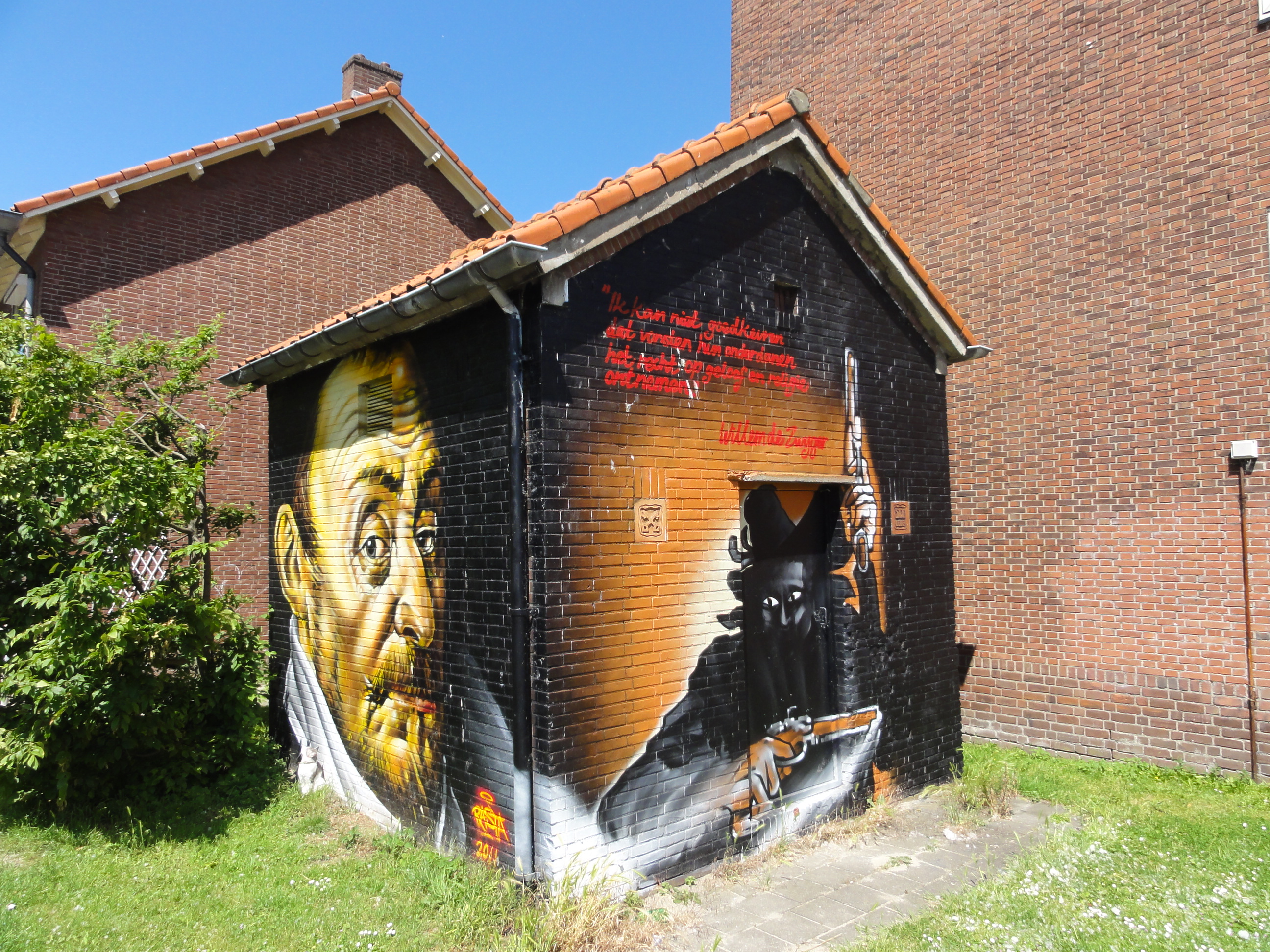
Willem de Zwijgerlaan
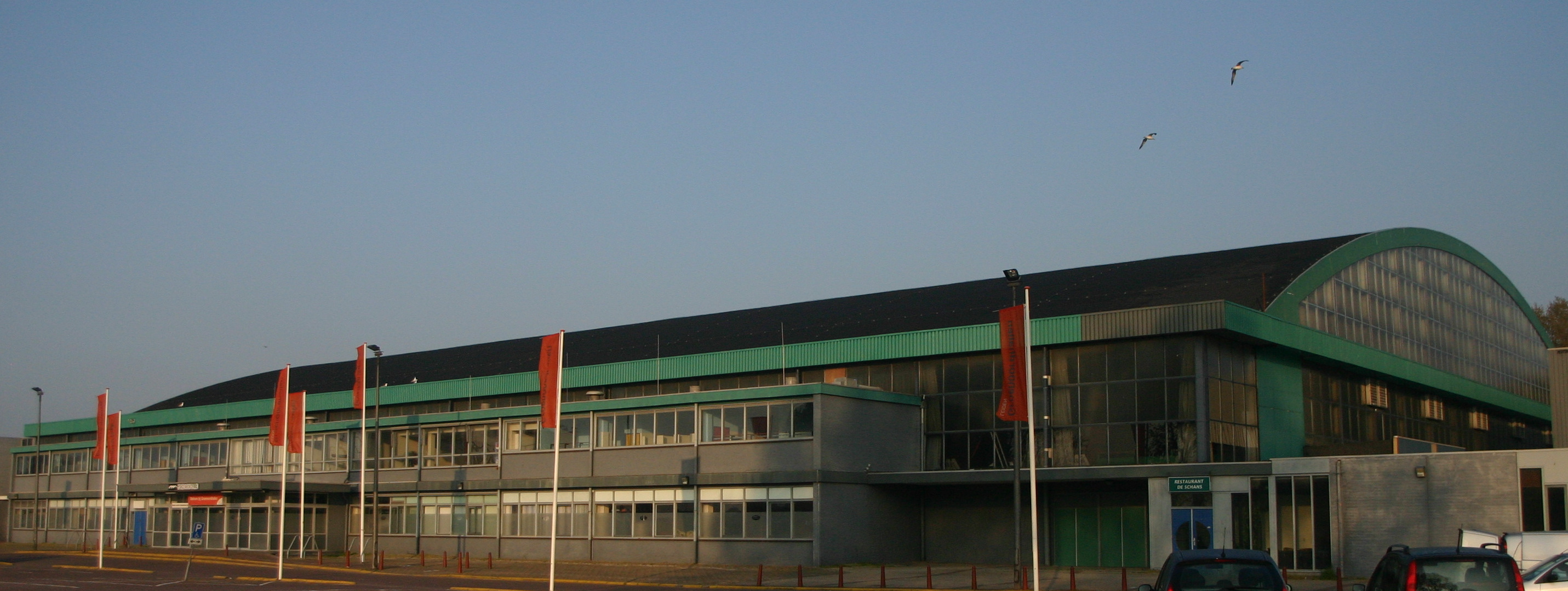
Groenoordhallen (gesloopt 2012)
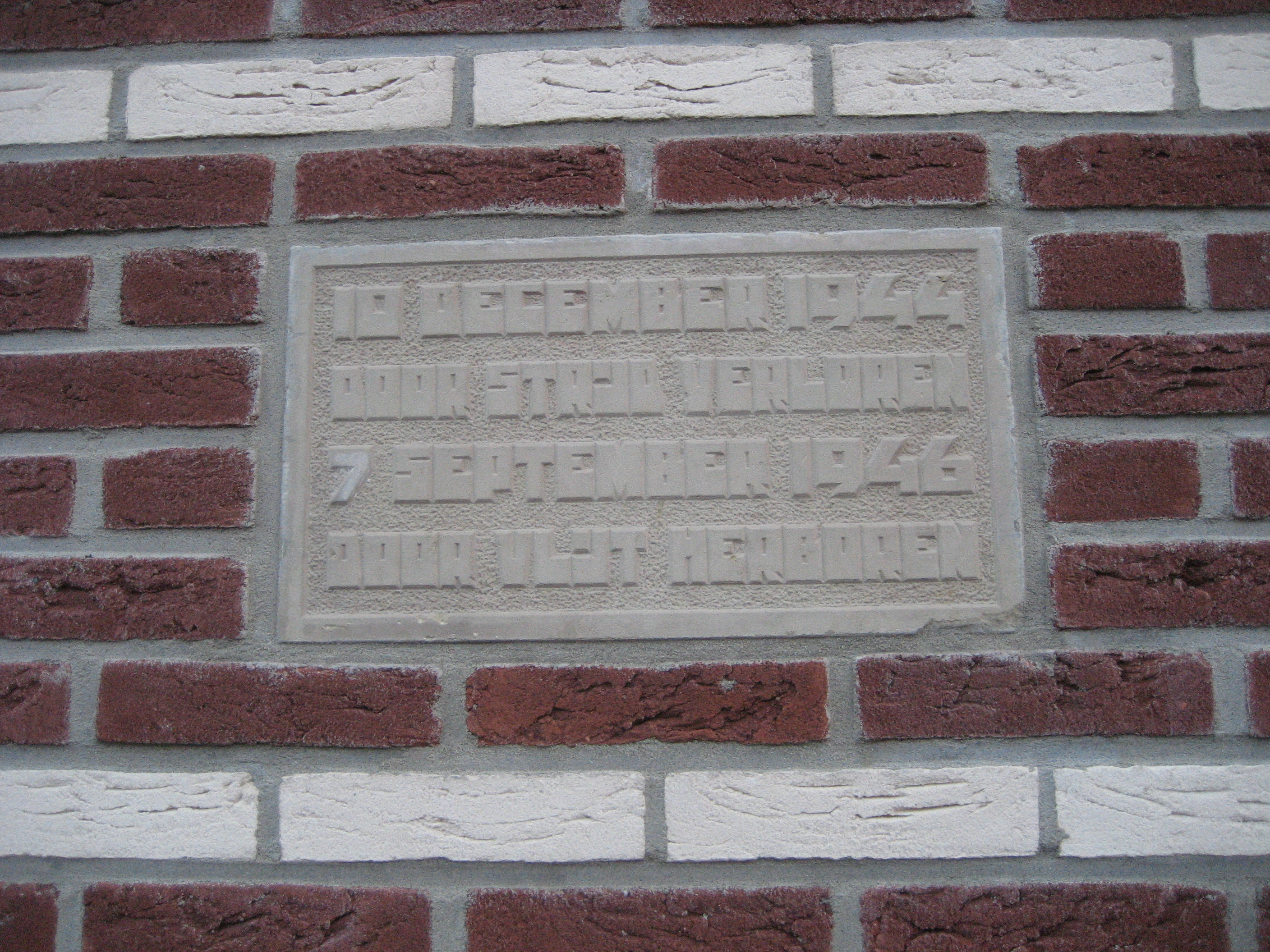
Oorlogsmonumentje (Alexanderstraat)